# Mazel Tov (album)
Mazel Tov è il terzo album di studio del gruppo ska punk italiano Talco.

## Tracce
1. Intro
2. L'era del contrario
3. Radio Aut
4. Il mio tempo
5. Nel villaggio
6. Il treno (ispirata a Train de vie - Un treno per vivere)
7. Merlutz
8. La casa dell'impunità
9. Tarantella dell'ultimo bandito
10. La mano de Dios
11. Il lamento del mare
12. La torre
13. Mazel Tov (canto tradizionale)
14. St.Pauli (bonus track)

## Formazione
- Tomaso De Mattia - voce, chitarra
- Emanuele Randon - chitarra, cori
- Alessandro Benvegnù - basso
- Nicola Marangon - batteria
- Enrico Marchioro - sassofono tenore
- Andrea Barin - tromba
- Simone Vianello - tastiera, cori